# Астраханка (Акмолинская область)
Астраха́нка (каз. Астраханка) — село, административный центр Астраханского района Акмолинской области Казахстана и Астраханского сельского округа. Код КАТО — 113630100.

## География
Село расположено на правом берегу реки Ишим, в центральной части района, на расстоянии примерно 196 километров (по прямой) к югу от административного центра области — города Кокшетау, в 120 километрах от столицы Республики Казахстан — города Астана.
Абсолютная высота села — 302 метров над уровнем моря.
Климат холодно-умеренный, с хорошей влажностью. Среднегодовая температура воздуха положительная и составляет около +4,2°С. Среднемесячная температура воздуха в июле достигает +20,5°С. Среднемесячная температура января составляет около −14,4°С. Среднегодовое количество осадков составляет около 395 мм. Основная часть осадков выпадает в период с июня по июль.
Ближайшие населённые пункты: село Жанабирлик — на западе, село Шиликты — на юго-западе, село Зелёное — на юге, село Жалтыр — на севере
Близ села проходит автомобильная дорога республиканского значения — М-36 «Граница РФ (на Екатеринбург) — Алматы, через Костанай, Астана, Караганда».
Ближайшая к селу станция («Астраханка») — расположена в 15 километрах к северо-востоку, на Южно-Сибирской железнодорожной магистрали.

## История
Первоначально село образовалось в 1895 году переселенцами Астраханской, Саратовской, Харьковской губерний как русское поселение Астраханское.
Из государственного архива Омской области:
«Чертёж переселенческого участка внутри Ишимской киргизской волости Акмолинского уезда предоставленного от 2 ноября 1891 года в постоянное пользование водворившимся на нем с надлежащего разрешения переселенцам селения Астраханского, с тем, что право собственности на земле сохраняется за казною». В издании «Справочные сведения о переселенческих селениях и участках Акмолинского переселенческого района» (Омск, 1911 г.) записано: «Растояние от города 115 верст, железнодорожной станции — 17 верст. Надел села Астраханское расположен в ровной, степной, безлесой местности по течению реки Ишим. Почва чернозёмная, мощностью до 8 верш. Мест удобных для хлебопашества достаточно. Сенокосы расположены по берегам р. Ишим. Население с. Астраханское занимается в основном скотоводством. Водою участок обеспечен, имеется незаросшая старица р. Ишим и пресные колодцы. Преобладают дома деревянные, саманные, дерновые…».

## Население
В 1989 году население села составляло 7488 человек (из них русские — 33 %, немцы — 32 %).
В 1999 году население села составляло 6566 человек (3217 мужчин и 3349 женщин). На начало 2019 года, в селе проживало 4984 человека (2623 мужчины и 2361 женщина).
| Численность населения | Численность населения | Численность населения |
| 1989                  | 1999                  | 2009                  |
| --------------------- | --------------------- | --------------------- |
| 7488                  | ↘6566                 | ↘4984                 |

## Религия
Православные храмы
Астраханка административно относится к Атбасарскому городскому благочинению Кокшетауской и Акмолинской епархии Казахстанского митрополичьего округа Русской православной церкви (МП).